# 근수
근수(2000년 8월 12일~)는 대한민국의 래퍼다. 2018년 싱글 [SUMMER VIBE]로 데뷔했다.

## 방송
- 고등래퍼 2 (2018) - Top10(10위)
- 수퍼비의 랩 학원 (2019) - Top44

## 음반
- 고등래퍼2 팀대항전 Part.1 (2018)
- 고등래퍼2 팀대항전 Part 3 (2018)
- 고등래퍼2 Semi Final (2018)
- SUMMER VIBE (2018)
- KIM GEUN SU (2019)
- 돈 (2019)
- 꽃 (2020)

## 공연
- 그린플러그드 서울 2019 (2019)
- 그린플러그드 동해 2019 (2019)
- 그린플러그드 경주 2019 (2019)
- 2019 Monster M Festival (2019)
- ORANC MIX MAX FESTIVAL 2019 (2019)